# Wybory do Parlamentu Europejskiego w Grecji w 1984 roku
Wybory do Parlamentu Europejskiego w Grecji w 1984 roku odbyły się 17 czerwca 1984 roku. Grecy wybierali 24 europarlamentarzystów. Wybory wygrał Panhelleński Ruch Socjalistyczny (PASOK) zdobywając  41,58% głosów co dało partii 10 z 24 mandatów.

## Wyniki wyborów
| Partia                                     | Głosy     | %     | Mandaty |
| ------------------------------------------ | --------- | ----- | ------- |
| Panhelleński Ruch Socjalistyczny (PASOK)   | 2.476.491 | 41,58 | 10      |
| Nowa Demokracja (ND)                       | 2.266.568 | 38,05 | 9       |
| Komunistyczna Partia Grecji (KKE)          | 693.304   | 11,64 | 3       |
| Komunistyczna Partia Grecji (Zjednoczenie) | 203.813   | 3,42  | 1       |
| Narodowa Unia Polityczna                   | 136,642   | 2.29  | 1       |
| Partia Socjalistyczno Demokratyczna        | 47,389    | 0.80  | -       |
| Chrześcijańscy Demokraci                   | 26,735    | 0.45  | -       |
| Pozostali                                  | 131.853   | 2,21  | -       |
| Suma głosów ważnych                        | 5.956.060 | 100   | 24      |
| Głosy Nieważne                             | 55.756    |       |         |
| Suma głosów                                | 6.011.816 |       |         |